# Поле Куликово (фестиваль)
Фестиваль «Поле Куликово» — международный фестиваль военно-исторической реконструкции, проводимый ежегодно на территории музея-заповедника «Куликово поле» в третью неделю сентября и посвящён годовщинам Куликовской битвы 1380 года. Основан в 1997 году.

## Описание

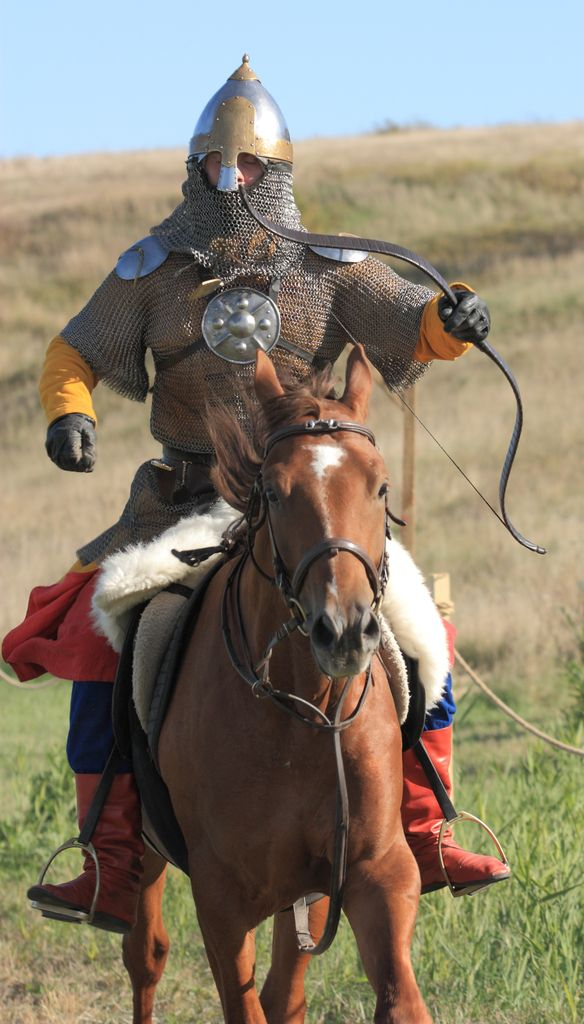
Всадник на коне с луком на «Поле Куликово»

Фестиваль реконструирует Русь и Золотую Орду XIII—XIV веков и амуницию времен Куликовской битвы, I-й и II-й Отечественной войн. Местом фестиваля «Поле Куликово» является большой луг на берегу Дона на Красном холме Куркинский район у деревни Татинки и в селе Монастырщина Кимовского района Тульская область. Цель мероприятия превратить лагерь фестиваля в воинский средневековый стан на берегу Дона. Фестиваль проходит в среднем 4-5 дней. В нём принимают участие нескольких сот участников из военно-исторических клубов России, Украины, Беларуси и других стран. В дни фестиваля проходят представление клубов-участников, конкурсы исторической реконструкции доспехов, вооружения и костюмов, показательных выступлений, менестрелей, турнир по историческому фехтованию, ночной турнир лучников и ночной бугурт (массовый средневековый бой) при свете факелов, работает историческая ярмарка. На фестивале реконструируется вооруженная конница, парные поединки русских и ордынских воинов, и массовый бой конной и пешей рати, поединок Пересвета с Челубеем. Проходит парад-дефиле участников фестиваля, показательные выступления конных ратоборцев, турнир по историческому фехтованию. Проходит выставка амуниций в биваках. Проходит Краснохолмская ярмарка, выставка-продажа изделий народных промыслов Центральной России, аттракционы и русские забавы. Проходят мастер-классы по обжигу керамики, выпечке хлеба, по изготовлению доспехов и костюма, по валянию войлока и крашению ткани, по плетению из лозы. В лагере ратников работает средневековая пивоварня, а на территории ярмарки разворачивается походная кузница.

## Программа фестиваля

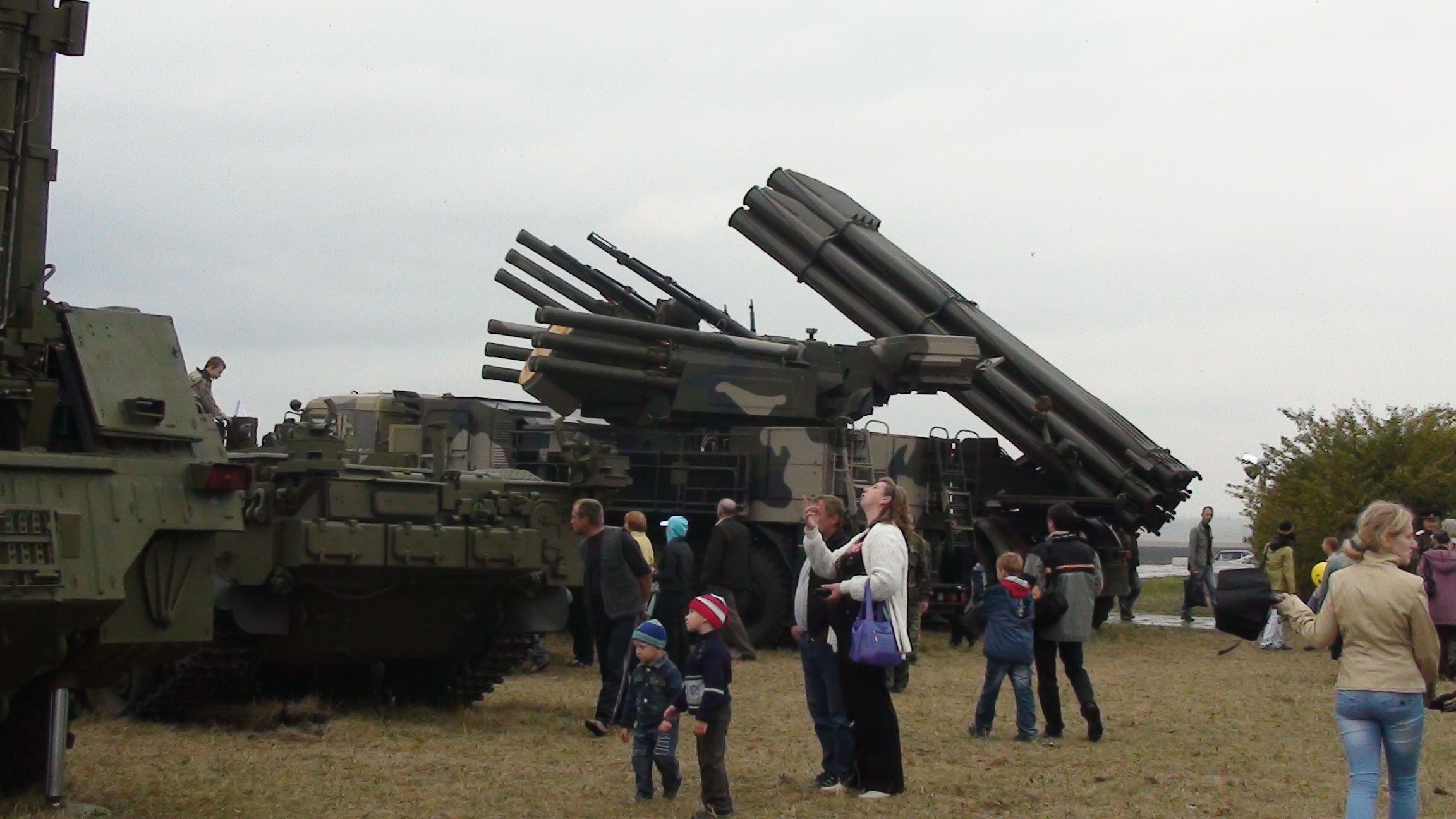
Выставка современной военной техники на «Поле Куликово»

Официальная часть праздника начинается с торжественного богослужения в храме Сергия Радонежского. Затем проходит принятие присяги молодыми воинами систем Министерства обороны и МВД РФ у памятника-колонны Дмитрию Донскому, благословение на служение Отчизне военнослужащих, возложение гирлянды Памяти и Славы, вручение правительственных наград, прохождение торжественным маршем воинских подразделений. Проходит гражданский митинг «Достойны славы предков». Затем работает реконструкция средневекового сражения на Красном холме. Обычно день завершается ночным турниром лучников, ночным бугуртом и воинским салютом. На следующий день фестиваля участники проходят с развернутыми стягами парадом перед зрителями и гостями праздника. Рядом с концертной сценой разворачивается представление средневекового боя с захватом пленных, поединками, использованием древней артиллерии, штурмом полевых укреплений, залпами лучников, массовыми столкновениями отрядов воинов. На сцене проходит представления исторических костюмов, доспехов, концертная программа (парад-концерт духовой музыки и военной песни) и награждение ценными призами лауреатов конкурсов. На специальной площадке праздника проходят финальные бои турнира по историческому фехтованию. По окончании проходит посвящение студентов-историков вузов Центральной России в «Хранители будущего». Вечером в палаточном лагере проходит праздничный пир и закрытие фестиваля. Имена лучших ратоборцев вносят в Золотую книгу «Дружина Куликова поля». В храмах Куликова поля в селе Монастырщина и на Красном холме в дни празднования проходят литургии и заупокойные панихиды по воинам, павшим за Отечество во все времена.